# Philippe Delusinne
Philippe Delusinne, né le 15 avril 1957 à Renaix, est une personnalité du monde des médias et un administrateur de sociétés belge. Il est, notamment, depuis le 15 mars 2002, administrateur délégué de RTL BeLux.

## Biographie
Candidat en droit à l'Université libre de Bruxelles, il est gradué en marketing de l'ISEC et titulaire d'un "Short MBA" du Sterling Institute. Il commence sa carrière, en 1982, chez Ted Bates, agence de publicité, avant de rejoindre le groupe Publicis. Par la suite, après un passage par Impact FCB (désormais intégré au groupe Publicis) et par McCann Erickson, respectivement de 1986 à 1988 et de 1988 à 1993, il devient chief executive officer de Young & Rubicam (où il gère les budgets de clients comme la RTBF, la Stib, Danone, Kraft, Le Soir...).
En mars 2002, il devient administrateur délégué de RTL Belgium. Il remplace ainsi, avec Freddy Tacheny, le tandem Heyse-De Wilde. Les activités du groupe RTL en Belgique comprennent: les chaînes de télévision généraliste RTL TVi et Club RTL, ainsi que la chaîne radio Bel RTL et la régie publicitaire IP.
On le dit proche d'Elio Di Rupo, ancien Premier ministre belge et actuel président du Parti Socialiste, pour lequel il a travaillé, rédigeant occasionnellement ses discours et le conseillant en matière de communication.  A la question "On vous dit proche du PS, n'allez-vous pas influencer les rédactions?" posée par un journaliste, il répond: "Dans mon métier, je suis a-politique. Mais il est vrai que j'ai des amitiés avec Di Rupo mais aussi avec un libéral comme Eric André".
Delusinne a, un temps, été cité comme candidat à la succession de Christian Druitte (ancien administrateur général de la RTBF), à la tête de la chaîne publique. Il en a, par ailleurs, exercé la fonction d'administrateur suppléant (sur proposition du PS) et a été responsable des relations publiques de la chaîne.
En 2013, il aurait été pressenti pour succéder à Didier Bellens, à la tête de Belgacom.

## Fonctions et mandats
Il exerce, entre autres, diverses fonctions au sein d'entreprises et organisations belges:
- Administrateur suppléant de la RTBF[11],[12]
- Administrateur délégué de RTL Belux;
- Administrateur délégué de RTL Belgium[13];
- Président et Administrateur délégué d'IP Plurimedia;
- Membre du Conseil de Surveillance de Métropole Télévision (M6);
- Président de l'Association des télévisions commerciales européennes (ACT)[14];
- Membre du Collège d'Avis du Conseil Supérieur de l'Audiovisuel;
- Administrateur de l'Association pour l'Autorégulation de la Déontologie Journalistique A.S.B.L.;
- Administrateur indépendant et membre du comité d'audit du groupe CFE;
- Vice-Président du Théâtre Royal de La Monnaie;
- Président des Amis des Musées royaux des beaux-arts de Belgique;
- Vice-président du B19 Country Club [15], un cercle d'affaires du sud de Bruxelles

À noter, il a aussi été administrateur indépendant de Carrefour Belgique, président du conseil d'administration de Belga Films, président du conseil d'administration de Tournesol Conseils (ex-société de Luc Pire) et vice-président de la Belgian Management & Marketing Association (BMMA).